# Райнбрайтбах
Райнбрайтбах (нем. Rheinbreitbach) — община в Германии, в земле Рейнланд-Пфальц. 
Входит в состав района Нойвид. Подчиняется управлению Ункель.  Население составляет 4442 человека (на 31 декабря 2010 года). Занимает площадь 6,58 км².
Коммуна подразделяется на 1 сельский округ.

## Фотографии

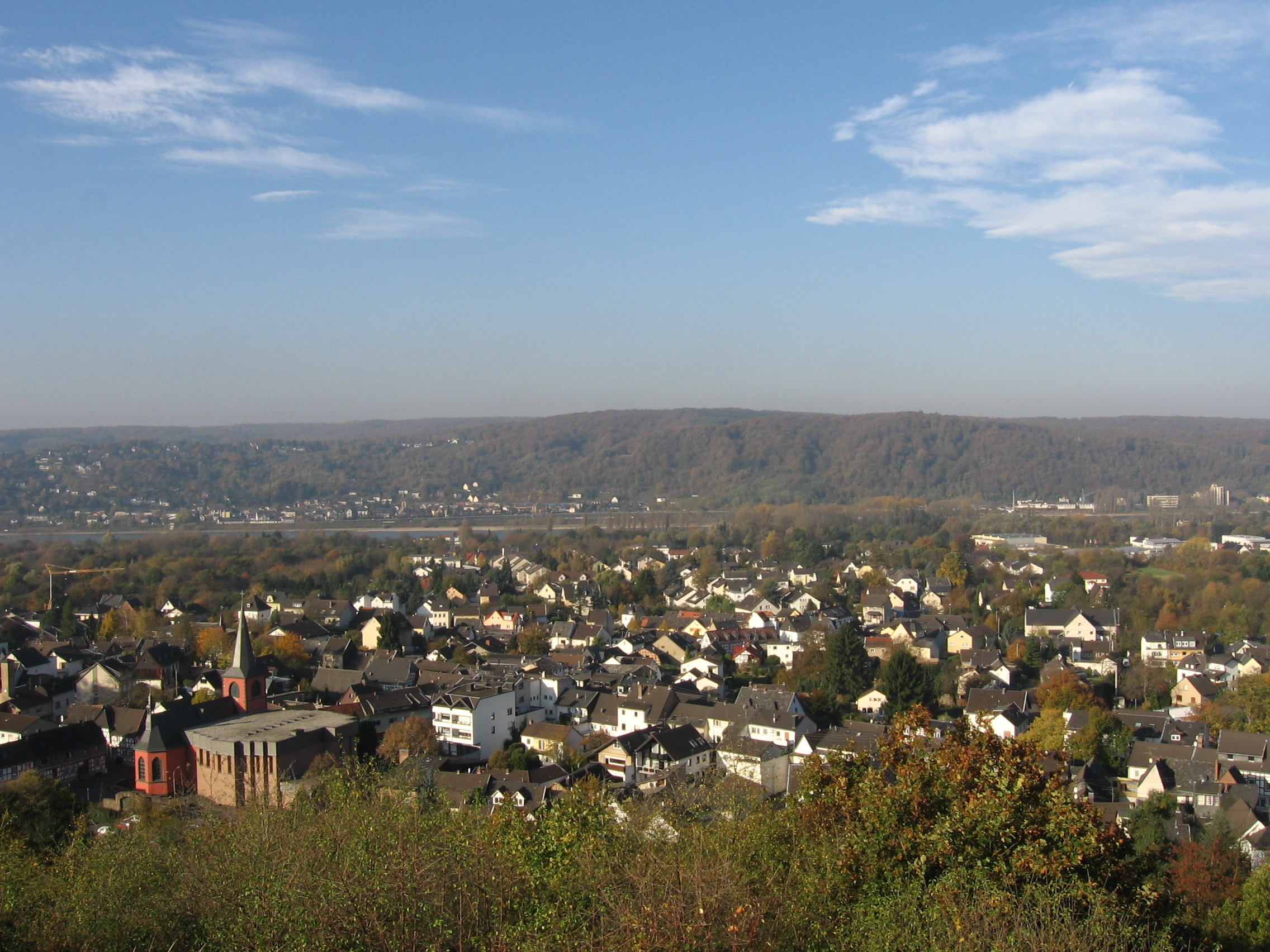
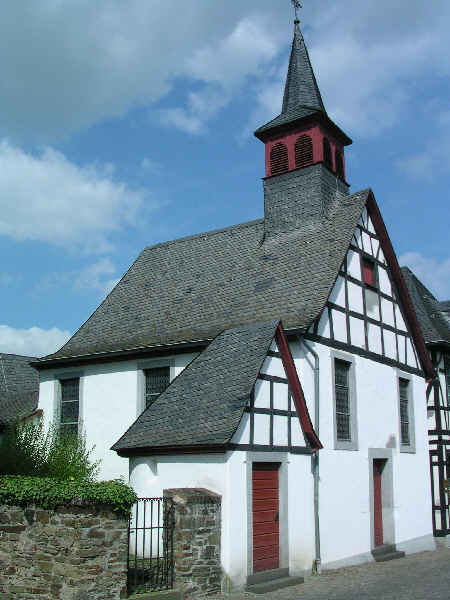
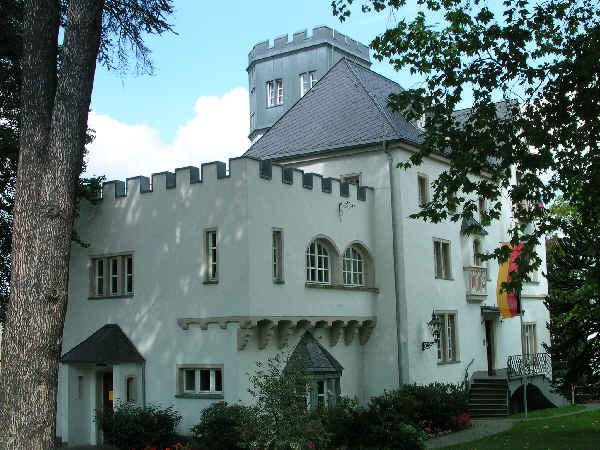